# Melchior Shi Hongzhen
Melchior Shi Hongzhen (chiń. 石鴻禎; ur. 7 stycznia 1929 w Tiencinie) – chiński duchowny rzymskokatolicki, biskup tienciński, więzień za wiarę.

## Biografia
4 lipca 1954 przyjął święcenia prezbiteriatu. Od 1958 do lat 80. był więźniem obozu pracy.
15 czerwca 1982 w Tiencinie, w jedności z papieżem Janem Pawłem II, potajemnie przyjął sakrę biskupią z rąk biskupa pomocniczego prefektury apostolskiej Yixian Paula Liu Shuhe i został koadiutorem biskupa tiencińskiego Stephena Li Side.
Ponieważ odmówił wstąpienia do Patriotycznego Stowarzyszenia Katolików Chińskich, jego sakra nie była uznawana przez rząd w Pekinie. Aby nie mógł pełnić funkcji biskupich, przez wiele lat był więziony w areszcie domowym, m.in. w górskiej wsi i w Tanggu, na przedmieściach Tiencinu. Mógł jednak pełnić posługę duszpasterską w miejscowej parafii. 8 czerwca 2019, gdy zmarł bp Stephen Li Side, Melchior Shi Hongzen de iure został biskupem tiencińskim, faktycznie nadal nie mógł pełnić urzędu.
W październiku 2022, podczas oficjalnej wizyty dyplomatycznej w Chińskiej Republice Ludowej, abp Claudio Maria Celli spotkał się z bp Shi Hongzenem, któremu wręczył pektorał od papieża Franciszka, czym papież potwierdzał godność biskupią Shi Hongzena.
Kilka tygodni po przedłużeniu Tymczasowego Porozumienia między Stolicą Apostolską a Chińską Republiką Ludową władze Chińskiej Republiki Ludowej uznały 94-letniego Shi Hongzena za biskupa i zezwoliły mu na sprawowanie posługi biskupiej. Ogłoszenie tej informacji nastąpiło 27 sierpnia 2024, kiedy zorganizowano jego inaugurację w jednym z hoteli w Tiencinie, na której był obecny przewodniczący PSKCh arcybiskup pekiński Joseph Li Shan. Wyboru na miejsce uroczystości hotelu zamiast katedry, miał dokonać sam Melchior Shi Hongzen, aby podkreślić cywilny charakter ceremonii, gdyż kanonicznie był już biskupem tiencińskim.

## Życie prywatne
Należy do 10. pokolenia rodu Shi, założonego przez konwertytę, który po wygnaniu przez rodzinę, nieakceptującej jego chrztu, osiedlił się w Tiencinie. Z rodu tego pochodziło ponad 20 księży i 10 zakonnic. Jego kuzynem był Joseph Shi Hongchen – podziemny biskup pomocniczy Tiencinu, a następnie antybiskup tienciński.